# 伊藤信夫
伊藤 信夫（いとう のぶお、1972年9月17日 - ）は、日本のオートレース選手。静岡県出身。24期、浜松オートレース場所属。浜松工業高等学校卒業

## 選手データ
- プロフィール
  - 選手登録 1995年6月30日
  - 身長　170.6cm
  - 体重　52.3kg
  - 血液型　B型
  - 趣味　ツーリング

- 戦歴
  - 通算優勝回数:93回
  - グレードレース(SG,GI,GII)優勝回数:21回
  - 全国区レース優勝回数:6回　（SG5回・プレミアムカップ1回）
  - SG優勝回数:5回
  - GI優勝回数:7回
  - GII優勝回数:9回
  - 年間最多優勝選手:1回

- 受賞歴
  - 優秀新人選手賞:1回
  - 優秀新鋭選手賞:1回
  - 優秀選手賞:5回
  - 第24期選手養成所　最優秀賞
  - 通算勝利記録選手賞
  - 日刊三賞・敢闘賞:1回
  - 日刊三賞・特別賞:1回
  - 日本プロスポーツ大賞・功労賞:1回
  - 日本プロスポーツ大賞・新人賞:1回

## 略歴
- 1995年
  - 6月30日、選手登録。第24期選手養成所最優秀賞を受賞。
  - 日本プロスポーツ大賞の新人賞を受賞。
- 1996年
  - この年のオートレース優秀選手表彰にて、優秀新人選手賞を受賞。
- 1997年
  - 11月5日、GI第39回秋のスピード王決定戦（浜松オートレース場）優勝。当時の競走車呼名は「ペガサス」。競走タイムは3.364。
  - この年のオートレース優秀選手表彰にて、優秀新鋭選手賞を受賞。
- 1998年
  - 中日スポーツ杯争奪GIIサマーチャンピオン決定戦（浜松オートレース場）優勝。
  - 日刊スポーツオートレース年間三賞の特別賞を受賞。
- 1999年
  - この年の選手級別で浜松地区A1（前・後期）となる。以降、2001年まで同地区A1（後、S1）。
  - 5月5日、GI開場43年記念ゴールデンレース（浜松オートレース場）優勝。当時の競走車呼名は「ポトラッチ」。競走タイムは3.388。
  - 10月13日、GIオート発祥49周年船橋オート祭（船橋オートレース場）優勝。競走タイムは3.355。
  - 12月8日、SG第3回オートレースグランプリ（浜松オートレース場）でSG初制覇。当時の競走車呼名は「ポトラッチ」。このレースで競走タイム3.284秒という10周回戦での日本記録を樹立。
  - この年のオートレース優秀選手表彰にて優秀選手賞を受賞。更に、日刊スポーツ第19回オートレース三賞の敢闘賞を受賞。
- 2000年
  - GII春のスピード王決定戦（浜松オートレース場）優勝。
  - 10月4日、GI第42回秋のスピード王決定戦（浜松オートレース場）優勝。当時の競走車呼名は「スゥイフト」。競走タイムは3.344。
  - この年のオートレース優秀選手表彰にて優秀選手賞を受賞。
- 2001年
  - GIIさざんかカップ船橋王座争奪戦（船橋オートレース場）優勝。
  - GIIヤングダービー（浜松オートレース場）優勝。
  - この年のオートレース優秀選手表彰にて優秀選手賞を受賞。
- 2002年
  - GIIエリアマッチ浜松VS船橋（浜松オートレース場）優勝。
  - GI第44回ダイヤモンドレース（飯塚オートレース場）優勝。
  - 5月22日、SG第21回オールスターオートレース（浜松オートレース場）優勝。当時の競走車呼名は「テトム」。競走タイムは3.348。
  - 日本プロスポーツ大賞の功労賞を受賞。
- 2003年
  - 9月28日、SG第7回オートレースグランプリ（船橋オートレース場）優勝。競走車呼名は「テトム」。競走タイムは3.337。
- 2004年
  - GIIヤングダービー（浜松オートレース場）優勝。

この年の後期S1。以降現在までS級を維持。
- 2005年
  - 2月13日、GIプレミアムカップオートレース2005 in winter（飯塚オートレース場）優勝。競走車呼名は「テトム」。競走タイムは3.329。
  - 浜松市が浜松オートレース場廃止の意向を表明。これに反発した伊藤を含む浜松所属の選手達が存続運動を展開。
  - 9月19日、ブログ『Nobuo Ito Fighting Diary!』を開始。
  - 12月20日、浜松市長北脇保之が民間委託による5年間の期限つき存続を表明。
  - この年のオートレース優秀選手表彰で優秀選手賞を受賞。
- 2006年
  - 3月29日、この日の第12レース優勝戦で落車。左大腿骨骨折の重傷を負う。
  - 7月8日、『Nobuo Ito Fighting Diary!』、更新停止。
  - 8月24日、この日からレースに復帰。
  - 11月5日、SG第38回日本選手権オートレース（浜松オートレース場）で準優勝。
  - 12月8日、川口オートレース場で初の優勝を飾る。
- 2007年
  - 2月12日、SG第20回全日本選抜オートレース（川口オートレース場）優勝。競走車呼名は「テトム」。競走タイムは3.313。
  - 5月2日、第42回中日スポーツ杯争奪戦（浜松オートレース場）初日第12レース、1周回2コーナーに於いて3号車の金子大輔（29期、浜松オートレース場所属）のスリップ落車に巻き込まれ負傷、当初は翌日もレースに参加するとのことだったが、左足関節外果骨折と診断され翌日のレースは欠車となり、全治には6週間程度かかると発表された。
  - 8月24日、この日からレースに復帰。前年の負傷からの復帰と同日での復帰となるレースを1着でゴール。
- 2010年
  - 7月28日、GIIサマーチャンピオンズカップ優勝。地元走路で4年ぶりのグレードレース制覇。
- 2013年
  - 2月3日、GIIウィナーズカップ優勝。地元走路で3年ぶりのグレードレース制覇
- 2020年
  - 5月12日、川口オートレース場（普通開催）・第5レースで1着となり、史上25人目となる1000勝達成。
  - 8月15日、第24回SGオートレースグランプリ（伊勢崎オートレース場）優勝。競走車呼名は「プロドライブ」。競走タイムは3.412。2013年GIIウィナーズカップ（浜松）以来7年ぶりのグレードレース制覇。2007年SG全日本選抜オートレース（川口）以来13年ぶりのSG制覇。

## 『日本最速男』
伊藤信夫は、名実共に『浜松のエース』と評される選手である。それまで長らく鈴木辰己（13期）が牙城を守っていた浜松でデビュー直後から才能を見せ、1級車に乗り換わった1997年には早くも地元浜松でGIを制覇。初日のスーパードリーム戦では当時最強の片平の20M前、地元主力級の10M前のハンデ位置であったが、スタートで青島正樹（22期、浜松オートレース場所属）に叩かれたものの道中逆転で10Mハンデ重化。勢いに乗り優勝戦では最重ハン最内から記念競争初優勝を遂げ、浜松の超新星として注目を集めた。
1999年に3.284秒という日本レコードタイムでSGを制覇し、エースの座を確実なものとした。その後も現在に至るまで浜松を牽引する選手である。このレコードタイムは現在も更新されることはなく、タイヤが変わった今ではこの記録を破るのは不可能であると多くのファンは考えている。
スピードレースに対して強い思い入れがあり、常に高速戦をモットーとしている。

## 戦法
勝負が掛かったレースで見せる抜群のスタートの切れと単騎での豊かなスピードが持ち味。全レースハンデなしのオープン戦で行われるオートレースの最高峰レース日本選手権では7年連続での優出がある。

## 浜松オート存廃問題
2005年9月、収支悪化が原因で浜松市が浜松オートレース場の廃止を検討し始めた。これに対して浜松所属の選手、開催従事員等の関係者、そしてオートレースファンが一斉に反発。伊藤は自らブログを立ち上げてアピールを開始すると共に、レース非開催の日には浜松市街に出て署名運動を行った。この時開設したブログは、プライベートの話やレースの話、競走車にまつわる話、そして存廃問題に関する話、特に浜松市側の対応の悪さや公共事業に関する疑問、政令指定都市化のための投資への反対意見。そして何より、浜松市民が昔から抱いているオートレースとそれに携わる人々に対する偏見を払拭しようと懸命に活動した。こうした活動を後押しするように全日本オートレース選手会が存続を求める署名活動を行った。その結果、船橋オートレース場と共に2006年4月に日本トーターへの民間委託が開始された。

## 落車事故からの復活
2006年3月29日、この日の優勝戦で伊藤は落車した。この際に左大腿骨を骨折するという重傷を負ってしまう。本人曰く「死を覚悟した」とまで言わしめたこの事故は凄惨なもので、この事故以降伊藤は療養生活に入ったが、その間もブログの更新を継続していた。しかし結局、伊藤はブログの更新を停止してしまう。
8月24日負傷の癒えた伊藤はレースに復帰した。復帰当初は精彩を欠いていたが、11月5日のSG第38回日本選手権オートレースでは、準決勝戦で不利とされる大外枠から好スタートを切り2着に食い込み優出。そして、最内からの好スタートで2着入線、惜しくも準優勝だったが復活の兆しを見せた。その後、苦手としていた川口オートレース場で初の優勝を飾ると俄然勢いを取り戻し、2007年2月12日のSG第20回全日本選抜オートレースで先の日本選手権の覇者である田中茂（26期、飯塚オートレース場所属）を持ち味の圧倒的なスピードで破り復活の優勝を飾った。しかし、復活後のさらなる事故により混戦での捌きに不安を抱え、持ち前のスピードにも陰りが見え、長らくグレードレースでの優勝から遠ざかった。伊藤は、2010年に4年振りとなるGIIでの優勝したものの、浜松オートレース場所属の鈴木圭一郎（32期、元船橋オートレース場所属）、佐藤貴也（29期）らの活躍に影を潜めることも多くなり、また長期にわたりグレードレースで優勝することができなくなった。
一方、S級選手として通常レース等においては勝利を着実に積み重ね、2020年5月12日に通算1000勝を達成した。そして、2020年8月15日の第24回SGオートレースグランプリ優勝戦に勝ち上がり、青山周平（31期、伊勢崎オートレース場所属、元船橋オートレース場所属）が10Mのスーパーハンデの中、伊藤と同じく度重なる怪我に苦しんだ有吉辰也（25期、飯塚オートレース場所属）とともに好スタートを決めデッドヒートの末、最後は「日本最速男」持ち前のスピードを発揮して後続を千切り、約13年ぶり5回目のSG制覇を成し遂げた。このSG優勝は、これまでの伊藤の苦労を知り復活を待ち望んでいたファンを大きな感動で包み込むものとなった。

## 整備仲間
地元浜松の後輩、木村武之と同期の山陽所属の濱野淳が整備仲間。2006年の第38回日本選手権オートレースでは3人揃っての優勝戦進出を果たした。